# Pogranitschny (Kaliningrad, Bagrationowsk)
Pogranitschny (russisch Пограничный, deutsch Hermsdorf, Kreis Heiligenbeil) ist eine Siedlung in der russischen Oblast Kaliningrad im Rajon Bagrationowsk. Der Ort gehört zur kommunalen Selbstverwaltungseinheit Stadtkreis Bagrationowsk.

## Geographische Lage
Das Dorf liegt in der historischen Region Ostpreußen, etwa 16 Kilometer ostsüdöstlich der Stadt Mamonowo (Heiligenbeil) und sieben Kilometer westlich der Siedlung Kornewo (Zinten). Zwei Kilometer südlich der Ortschaft verläuft die polnisch-russischen Grenze.

## Geschichte

Hermsdorf (Hermsdf.), südwestlich von Königsberg i. Pr. und ostsüdöstlich der Stadt Heiligenbeil, auf einer Landkarte von 1910

Am 1. August 1337 wurde Hermsdorf erstmals urkundlich erwähnt, als der Komtur von Balga (nach 1945 russisch Wessjoloje, heute keine eigenständige Ortschaft mehr), Heinrich von Muro (Heinrich von der Mauer), dem Lokator Hermann die Handfeste für den neu zu gründenden Ort Hermannsdorf ausstellte. Von dieser Bezeichnung leitet sich die spätere Namensform Hermsdorf ab. 1782 war Hermsdorf ein königliches Dorf mit einer Mühle, einer Kirche und 42 Feuerstellen (Haushaltungen).
Hermsdorf lebte von Viehzucht und Ackerbau sowie auch ein wenig von Garnspinnerei. Es gab eine Kirche, einen Krug, eine Wassermühle und eine Schmiede. Auch verfügte der Ort über eine Schule.
1874 bildete man aus den beiden Landgemeinden Hermsdorf und Stolzenberg sowie dem Gutsbezirk Lauenfeld den Amtsbezirk Hermsdorf. Er gehörte zum Landkreis Heiligenbeil im Regierungsbezirk Königsberg der preußischen Provinz Ostpreußen. Das zuständige Amtsgericht war das in Zinten.
Im Jahre 1910 hatte Hermsdorf 965 Einwohner. Ihre Zahl sank bis 1933 auf 814 und betrug 1939 noch 837.
Aufgrund von Strukturveränderungen zu Beginn des 20. Jahrhunderts gehörten 1945 noch drei Landgemeinden zum Amtsbezirk Hermsdorf: Hermsdorf, Schönrade und Stolzenberg.
Bis 1945 gehörte Hermsdorf zum Landkreis Heiligenbeil im Regierungsbezirk Königsberg der preußischen Provinz Ostpreußen des Deutschen Reichs.
Gegen Ende des Zweiten Weltkriegs wurde die Region im Frühjahr 1945 von der Roten Armee  besetzt. Anschließend wurde Hermsdorf zusammen mit der gesamten nördlichen Hälfte Ostpreußens von der Sowjetunion besatzungsrechtlich in eigene Verwaltung genommen.
Nach 1945 wurde der nun Pogranitschny genannte Ort in den Rajon Laduschkin innerhalb der Oblast Kaliningrad eingegliedert und Sitz eines Dorfsowjets. Seit 1963 gehört der Ort zum Rajon Bagrationowsk und wurde dort als Verwaltungssitz des unverändert benannten Dorfsowjets von Sowchosnoje abgelöst. Auch die von 2008 bis 2016 existente Landgemeinde Pogranitschnoje selskoje posselenije wurde von Sowchosnoje aus verwaltet. Seit 2017 gehört Pogranitschny zum Stadtkreis Bagrationowsk.

### Pogranitschny selski Sowet/okrug 1947–2008
Der Dorfsowjet Pogranitschny selski Sowet (ru. Пограничный сельский Совет) wurde im Juli 1947 im Rajon Laduschkin eingerichtet. Dessen Verwaltungssitz war zunächst die Siedlung Pogranitschny. Nach der Auflösung des Rajon Laduschkin zur Jahreswende 1962/1963 gelangte der Dorfsowjet in den Rajon Bagrationowsk. Möglicherweise in diesem Zusammenhang wurden die meisten Orte des bis 1954 bestehenden Nowo-Moskowski selski Sowet und die zwischenzeitlich zum Pjatidoroschny selski Sowet gehörten, in den Pogranitschny selski Sowet eingegliedert, sowie der Verwaltungssitz des Dorfsowjets nach Sowchosnoje verlegt. Nach dem Zerfall der Sowjetunion bestand die Verwaltungseinheit als Dorfbezirk Pogranitschny selski okrug (ru. Пограничный сельский округ). Im Jahr 2008 wurden die verbliebenen 13 Orte des Dorfbezirks in die neu gebildete Landgemeinde Pogranitschnoje selskoje posselenije eingegliedert.
| Ortsname                                                | Name bis 1947/50                   | Bemerkungen |
| ------------------------------------------------------- | ---------------------------------- | --- |
| Berjosowka (Берёзовка)                                  | Grünwiese                          | Der Ort wurde 1947 umbenannt und gehörte zunächst zum Dorfsowjet Nowo-Moskowski. Er wurde vor 1975 verlassen.                                                                                 |
| Bolschedoroschnoje (Большедорожное)                     | Dagwitten, Julienhof und Laukitten | Der Ort wurde 1947 umbenannt und gehörte zunächst zum Dorfsowjet Nowo-Moskowski. |
| Gogolewo (Гоголево), seit 1993: Bolschedoroschnoje      | Kopainen                           | Der Ort wurde 1950 umbenannt und gehörte zunächst zum Dorfsowjet Nowo-Moskowski. Er wurde vor 1975 an den Ort Bolschedoroschnoje angeschlossen                                                |
| Iljitschowka (Ильичёвка)                                | Lank                               | Der Ort wurde 1947 umbenannt und gehörte zunächst zum Dorfsowjet Nowo-Moskowski. |
| Iwanzowo (Иванцово)                                     | Deutsch Thierau                    | Der Ort wurde 1950 umbenannt und vor 1975 verlassen |
| Jablotschkino (Яблочкино)                               | Lokehnen                           | Der Ort wurde 1950 umbenannt und gehörte zunächst zum Dorfsowjet Nowo-Moskowski. |
| Jasnaja Poljana (Ясная Поляна)                          | Diedersdorf                        | Der Ort wurde 1947 umbenannt und vor 1988 verlassen |
| Jasnoje (Ясное)                                         | Lönhöfen                           | Der Ort wurde 1947 umbenannt und gehörte zunächst zum Dorfsowjet Nowo-Moskowski. Er wurde vor 1975 verlassen.                                                                                 |
| Krasnoarmeiskoje (Красноармейское), jetzt: Oktjabrskoje | Patranken                          | Der Ort wurde 1947 umbenannt und gehörte zunächst zum Dorfsowjet Nowo-Moskowski. Später wurde er offenbar zunächst an den Ort Oktjabrskoje und schließlich an den Ort Muschkino angeschlossen |
| Muschkino                                               | Lauck und Stobecken                | Der Ort wurde 1950 umbenannt und gehörte zunächst zum Dorfsowjet Nowo-Moskowski. |
| Nowo-Moskowskoje (Ново-Московское)                      | Poplitten                          | Der Ort wurde 1947 umbenannt und war zunächst der Verwaltungssitz des Dorfsowjets Nowo-Moskowski.                                                                                             |
| Oktjabrskoje (Октябрьское)                              | Wargitten                          | Der Ort wurde 1947 umbenannt und gehörte zunächst zum Dorfsowjet Nowo-Moskowski. |
| Panfilowo (Панфилово)                                   | Preußisch Thierau                  | Der Ort wurde 1947 umbenannt und gehörte zunächst zum Dorfsowjet Nowo-Moskowski. Er wurde vor 1975 verlassen.                                                                                 |
| Perwomaiskoje (Первомайское)                            | Pottlitten                         | Der Ort wurde 1947 umbenannt und gehörte zunächst zum Dorfsowjet Nowo-Moskowski. |
| Pogranitschny (Пограничный)                             | Hermsdorf                          | Der Verwaltungssitz vermutlich bis etwa 1963. |
| Poretschje (Поречье)                                    | Ober/Unter Ecker                   | Der Ort wurde 1950 umbenannt und gehörte zunächst zum Dorfsowjet Kornewski. Er wurde vor 1975 verlassen.                                                                                      |
| Priwolnoje (Привольное)                                 | Plössen                            | Der Ort wurde 1950 umbenannt und gehörte zunächst zum Dorfsowjet Kornewski. Er wurde vor 1975 verlassen.                                                                                      |
| Proletarskoje (Пролетарское)                            | Legnitten                          | Der Ort wurde 1947 umbenannt und gehörte zunächst zum Dorfsowjet Nowo-Moskowski. |
| Puschkino (Пушкино)                                     | Wesselshöfen                       | Der Ort wurde 1950 umbenannt und gehörte zunächst zum Dorfsowjet Kornewski. Er wurde vor 1975 verlassen.                                                                                      |
| Rasdolnoje (Раздольное)                                 | Adlig Pohren                       | Der Ort wurde 1947 umbenannt und gehörte zunächst zum Dorfsowjet Nowo-Moskowski. |
| Skworzowo (Скворцово)                                   | Dösen                              | Der Ort wurde 1950 umbenannt und gehörte zunächst zum Dorfsowjet Kornewski. Er wurde vor 1975 verlassen.                                                                                      |
| Sosnowka (Сосновка)                                     | Schwanis                           | Der Ort wurde 1947 umbenannt und gehörte zunächst zum Dorfsowjet Nowo-Moskowski. |
| Sowchosnoje (Совхозное)                                 | Rippen                             | Der Ort wurde 1947 umbenannt und gehörte zunächst zum Dorfsowjet Nowo-Moskowski. Er war seit vermutlich etwa 1963 Verwaltungssitz des Dorfsowjets Pogranitschny.                              |
| Wetrowo (Ветрово)                                       | Schölen                            | Der Ort wurde 1950 umbenannt und gehörte zunächst zum Dorfsowjet Nowo-Moskowski. |

Zeitweise gehörte auch der Ort Woronowo (deutsch ursprünglich Alt Kainen und Louisenhof) zum Pogranitschny selski Sowet.
Auf Karten der 1970er und 1980er Jahre ist auch der weitere Ort Gorkowski (Perwilten) eingezeichnet. In amtlichen Verzeichnissen ist er bisher nicht nachgewiesen worden. Er gehört evtl. heute zu Muschkino.

### Pogranitschnoje selskoje posselenije 2008–2016

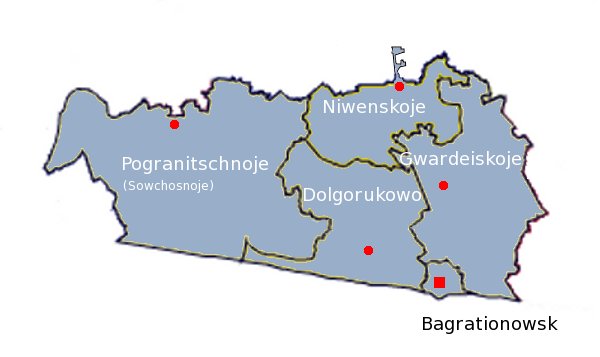
Lage der Landgemeinde Pogranitschnoje selskoje posselenije im Westen des Rajon Bagrationowsk

Die Landgemeinde Pogranitschnoje selskoje posselenije (ru. Пограничное сельское поселение) wurde im Jahr 2008 eingerichtet. Wie schon beim Dorfsowjet Pogranitschny selski Sowet war auch hier Pogranitschny nur der namensgebende Ort, während der Verwaltungssitz dieser Landgemeinde sich in Sowchosnoje befand. Die 25 jeweils als Siedlung (russisch: possjolok) eingestuften Ortschaften gehörten vorher zu den Dorfbezirken Kornewski selski okrug, Pjatidoroschny selski okrug und Pogranitschny selski okrug. Im Jahr 2017 ging die Gemeinde in den neu geschaffenen Stadtkreis Bagrationowsk auf.
Zur Pogranitschnoje selskoje posselenije gehörten:
| Ortsname                            | deutscher Name                               |  | Ortsname                        | deutscher Name                     |
| ----------------------------------- | -------------------------------------------- |  | ------------------------------- | ---------------------------------- |
| Bolschedoroschnoje (Большедорожное) | Dagwitten, Julienhof, Kopainen und Laukitten |  | Pjatidoroschnoje (Пятидорожное) | Bladiau                            |
| Iljitschowka (Ильичёвка)            | Lank                                         |  | Pogranitschny (Пограничный)     | Hermsdorf                          |
| Jablotschkino (Яблочкино)           | Lokehnen                                     |  | Primorskoje (Приморское)        | Wolittnick                         |
| Kornewo (Корнево)                   | Zinten                                       |  | Proletarskoje (Пролетарское)    | Legnitten                          |
| Kossatuchino (Косатухино)           | Barsen und Sollecken                         |  | Rasdolnoje (Раздольное)         | Adlig Pohren                       |
| Kunzewo (Кунцево)                   | Weßlienen                                    |  | Schukowka (Жуковка)             | Quilitten                          |
| Medowoje (Медовое)                  | Sollnicken und Tykrigehnen                   |  | Snamenka (Знаменка)             | Groß Hoppenbruch                   |
| Moskowskoje (Московское)            | Partheinen und Mükühnen                      |  | Sowchosnoje (Совхозное)         | Rippen                             |
| Muschkino (Мушкино)                 | Lauck und Stobecken                          |  | Sosnowka (Сосновка)             | Schwanis                           |
| Nowo-Moskowskoje (Ново-Московское)  | Pörschken, Poplitten und Louisenhof          |  | Timirjasewo (Тимирязево)        | Rauschnick, Poplauken und Newecken |
| Nowosjolowo (Новосёлово)            | Groß Rödersdorf                              |  | Tropinino (Тропинино)           | Heide Kr. Heiligenbeil             |
| Oktjabrskoje (Октябрьское)          | Wargitten und Patranken                      |  | Wetrowo (Ветрово)               | Schölen                            |
| Perwomaiskoje (Первомайское)        | Pottlitten                                   |  |                                 |                                    |

## Kirche

### Dorfkirche
Die Hermsdorfer Kirche hatte die Kriegshandlungen 1945 weitgehend unbeschadet überstanden. Sie wurde in der Folgezeit allerdings als Lagerhalle benutzt und verfiel – mangels notwendiger Pflegemaßnahmen – immer mehr. In den 1970er Jahren wurde sie dem Erdboden gleichgemacht, lediglich das Fundament des Turmes ist noch erkennbar.

### Kirchspiel
Hermsdorf ist von vornherein als Kirchdorf konzipiert worden. Das Kirchspiel bestand somit bereits in vorreformatorischer Zeit. Bis 1945 war Hermsdorf Pfarrort für das evangelische Kirchspiel Hermsdorf-Pellen im Kirchenkreis Heiligenbeil der Kirchenprovinz Ostpreußen der Kirche der Altpreußischen Union.
Zum Kirchspiel gehörten:
- Sprengel Hermsdorf (heute auf russischem Staatsgebiet):
  1. Bartlangen
  2. Diedersdorf (russischer Name: Jasnaja Poljana)
  3. Erichswalde
  4. Hermsdorf* (Pogranitschny)
mit Wohnplatz Steinberg
  5. Lauenfeld
  6. Lokehnen (Jablotschkino)
  7. Marienhöhe
  8. Ritterhof*
  9. Schönrade
  10. Stolzenberg*
- Sprengel Pellen (heute auf polnischem Staatsgebiet):
  1. Eigensinn
  2. Hasselpusch* (polnischer Name: Zagaje)
  3. Hirschken (Jelonki)
  4. Lauterbach* (Mędrzyki)
  5. Pellen* (Piele)
  6. Schönwalde* (Grabowiec).

### Pfarrer
In Hermsdorf amtierten von der Reformation bis zur Vertreibung im Jahre 1945:
| - NN., 1527 - NN., 1552 - Johann Zimmermann, bis 1554 - Michsel Hube, 1592–1607 - Hans Wels, 1615 - David Meltzer - N. Freymuth - Andreas Hollstein, 1651–1667 - Ernst Fromholtz, 1667–1680 - Friedrich Erdmann, 1680–1696 - Christian Wiprecht, 1696–1731 - Arnold Brüning, 1731–1753 - Christoph Werner, 1753–1776 - Johann Daniel Kranz, 1776–1789 - Johann Carl Huhn, 1790–1800 - Ludwig Nathanael Krickendt, 1801–1809 | - Johann Lomoth, 1808–1812 - Karl Ludwig Streck, 1812–1822 - Johann Karl Friedrich Engel, 1823–1826 - Gottlieb Bernhard Schiemann, 1826–1830 - Eduard Schwatlo, 1830–1834 - Karl Ferdinand S. Reyländer, 1834–1855 - Franz Leopold Korallus, 1856–1870 - Ernst Wilhelm Fischer, 1870–1885 - Paul Bordt, 1885–1903 - Hans Boretius (Hilfsprediger), 1902–1903 - Hans Oskar Bohle, 1903–1914 - Bruno Wiebe, 1915–1924 - Kurt Becker, 1924–1932 - Bernhard Gensch, 1933–1934 - Walter von Lingen, 1934–1945 |

## Sehenswürdigkeiten

### Gedenkstein 600-Jahr-Feier
Zum 600-jährigen Jubiläum von Hermsdorf im Jahre 1937 stellte man einen Gedenkstein mit entsprechende Inschrift im Ort auf. Diesen Stein hat nach 1945 ein Bewohner von Pogranitschny namens Valentin im Wald aufgefunden und ihn im Ort wieder aufgestellt.

### Museum
Ebendieser Einwohner namens Valentin hat in Pogranitschny ein Freilichtmuseum eingerichtet, dessen Ausstellungsgegenstände auch an die deutsche Vergangenheit des Ortes erinnern (Stahlhelme, Gewehre, Flaschen der Brauerei Ponarth u. a.). Besonders wertvoll sind die hier aufbewahrten Taufsteine der Kirchen in Bladiau (heute russisch Pjatidoroschnoje) und Zinten (Kornewo).

## Partnerschaften
Mit der Stadt Papenburg in Niedersachsen besteht seit 1995 eine Partnerschaft.

## Persönlichkeiten

### Söhne und Töchter der Gemeinde
Georg Blumenthal (1872–1929), Schriftsteller, Mitbegründer der deutschen physiokratischen Bewegung und Mitarbeiter Silvio Gesells.

## Verkehr
Bis zu der ehemaligen Reichsautobahn Berlin–Königsberg und heutigen russischen Regionalstraße 27A-002 (ex R516) beim inzwischen nicht mehr existenten Dorf Iwanzowo (Deutsch Thierau) bzw. bei Nowosjolowo (Groß Rödersdorf) sind es jeweils sieben Kilometer.
Bis 1945 war Hermsdorf Bahnstation an der Reichsbahnstrecke Heiligenbeil – Zinten – Preußisch Eylau, die dann stillgelegt und größtenteils demontiert wurde.